# Edme-François Jomard
Edme-François Jomard, född den 17 november 1777, död den 22 september 1862, var en fransk geograf och arkeolog.
Jomard deltog som ingenjör i expeditionen till Egypten 1798-1801 och hann vid sidan av sina topografiska arbeten avteckna och beskriva landets fornlämningar. Han ägnade sedan många år åt utarbetandet av sin andel i det stora verket Description de l'Égypte, blev 1829 kustos för kartavdelningen i Bibliothèque nationale de France och 1839 överbibliotekarie, var 1821 en bland stiftarna av geografiska sällskapet i Paris samt bidrog, som medlem av undervisningskommittén, kraftigt till införandet av växelundervisningen. Jomard gällde som auktoritet i frågor, som rörde Afrika. Inom arkeologin inlade han stor förtjänst om tolkandet av de gammalegyptiska mått- och talhieroglyferna. Utom de nämnda bidragen till Description de l'Égypte efterlämnade han åtskilliga avhandlingar samt Monuments de la géographie (8 band, 1854-62), en samling äldre, viktiga kartor.